# 関浩哉
関 浩哉（せき ひろや、1994年（平成6年）11月16日 - ）は、群馬県富岡市出身のボートレーサー。
最終学歴は群馬県立吉井高等学校卒業。
登録第4851号。血液型O型。115期。群馬支部所属。師匠は土屋太朗。同期に、仲谷颯仁、豊田健士郎、野中一平、佐藤隆太郎、権藤俊光らがいる。

## 来歴
- 2014年9月20日、選手登録。
- 2014年11月6日からボートレース桐生で開催された 一般戦「第36回デイリースポーツ杯」初日第6Rでデビュー[1]。(5着)
- 2015年2月21日からボートレース平和島で開催された 一般戦「第4回マルコメ杯」初日第2Rで初勝利[2]。（6号艇6コース進入 決まり手：まくり）
- 2015年7月29日からボートレース住之江で行われた 一般戦「サンケイスポーツ創刊60周年記念 第44回飛龍賞」6日目（最終日）第12R優勝戦でデビュー初優出[3]（6号艇6コース進入、2着）。
- 2018年9月19日からボートレース浜名湖で開催された PG1「第5回ヤングダービー」でPG1・G1初出場。PG1初優出で初優勝。PG1・G1で初優勝を決めたのは、1988年に四国選手権を制した山下将人（引退）以来、史上2人目[4]であり、PG1では史上初。またヤングダービーの最年少覇者でもある（2024年時点）。
- 2024年1月11日からボートレース大村で開催された PG1「第5回ボートレースバトルチャンピオントーナメント」で PG1 2度目の優勝。
- 2024年9月18日からボートレース桐生で開催された PG1「第11回ヤングダービー」で PG1 3度目かつ初のヤングダービー複数回の優勝。ただし、次期開催時には30歳になるため、同競走への出場資格が喪失されることから、次期開催における優先出場権は与えられない。

## 人物・エピソード
- やまと学校時代の勝率は6.44。リーグ優出3回。
- 2017-18年の桐生フレッシュルーキーに選出。
- 選手を目指した契機は祖父の薦め[5]。
- 学生時代は野球部に所属。中学では新人戦県大会に出場している。
- 趣味は散歩、自転車、釣り、ゴルフ。特技は上毛カルタ。

## 戦績
- 出走回数：2320回
- 1着回数：560回
- 優出回数：77回
- フライング（F）回数：12回
- 出遅れ（L）回数：0回
- 通算勝率：6.37
- 2連対率：44.6
- 3連対率：62.5
- 生涯獲得賞金：143,498,000円